# 劉哲志
劉 哲志（りゅう てつし、6月13日 - ）は、日本のシンガーソングライター、ボイストレーナー・作曲家。ミュージックスクール・ボイスファクトリー主宰。一般社団法人日本音楽著作権協会正会員。広島県廿日市市出身。

## 来歴
ビートルズが日本武道館に来日した年に当たる1966年、修道中学校2年時に盟友の町支寛二と同じクラスになり、2人でアコースティック・ギターを抱えてビートルズをはじめ多くのコーラス付の洋楽をコピーして演奏をする。
1968年、修道高等学校1年時、バンド「グルックス」を町支・高橋信彦（現：ロード&スカイ社長）と結成、吉田拓郎を筆頭とする広島フォーク村に参加。1969年、フォーク村の自主制作アルバム『古い船をいま動かせるのは古い水夫じゃないだろう』に、グルックスとして、町支によるオリジナル曲「波よ消さないで」で参加した。1970年、グルックス解散。
1972年、東京薬科大学在学中に旧友である浜田省吾、青山徹、町支、高橋らと共にロックバンド「愛奴」を結成。1974年、吉田拓郎の全国ホールツアーのバックバンドとして帯同。1975年5月1日に「愛奴」のボーカルおよびキーボーディストとして、CBS・ソニーからアルバム『愛奴』でレコード・デビュー、翌1976年「愛奴」は解散。
解散後、桜田淳子、早見優、渋谷哲平、太川陽介、香坂みゆき、竹本孝之などサンミュージックプロダクション所属歌手のツアーバンドに参加しつつ、歌手や声優に楽曲提供を行う。
2007年頃から、町支・古村敏比古のユニット「カンフル罪」として、毎年故郷の広島にて「夏のカンフ劉罪」ライブツアー開催が恒例となっている。
2019年現在は、シンガーソングライターとしてライブ活動をしつつ、東京の下北沢でミュージックスクール・ボイスファクトリーを主宰。ボイストレーナーとして、奥華子をはじめ多くのアーティストを輩出。桜田の専属ボイストレーナーを8年余り担当。桜田のデビュー40周年・45周年の博品館劇場でのコンサートで、ピアニストとしてサポート。2018年に発売された桜田のアルバム『マイ・アイドロジー』に、桜田と共作曲した「ありがとうのかわりに～プロローグ～」「ありがとうのかわりに～エピローグ～」が収録された。

## 作品

### 自身による歌唱
- TAKASHI
- ハルマフジ

### 楽曲提供
- フェアリーズ「スパークル」
- 伊藤つかさ「雨降る午後」
- 大須賀ひでき「あきらめないで」「オープニング」「DOLL」
- 金城広子「続く道」「地球の傷」「MY LIFE YOUR LIFE」
- 桑田靖子「華鏡」
- 小林清美「LOVING YOU」
- 桜田淳子「ありがとうのかわりに～プロローグ～」「ありがとうのかわりに～エピローグ～」
- 茂村泰彦「かけひき」「LOVIN' SO…」
- 太川陽介「MORNING SIGHT」
- 竹本孝之「バイオレンス・ストリート・ダンサー」
- 長江健次「SO HAPPY SCHOOL DAYS」
- 早見優「I Love, WHO?」「私を見つめて…」「ONE MAN SHOW」
- 南野陽子「DEAD END」
- MOON DOGS「お願いジーザス」
- MOMOKO CLUB「MILKY WAYでささやいて」
- 山中すみか「プールサイド・ドリーム」「星にかこまれなれそめを」
- ユミ飛鳥「恋して不安FUN、FUN、FUN」「夕方ランデブー」「トースト・ガール」「DO THE ZEN ZEN」「忘れないでSummers Love」「マイ・ボーイフレンド」「恋して不安」

### アニメ
- 桃太郎伝説 - テレビ東京 イメージソング
  - 「ムーン・チャイルド」「アラ、お子様恋愛モード」
- がきデカ - フジテレビ 主題歌
  - 「こまわり☆MAM-BO」「わたし・プルプル・未体験」
- NG騎士ラムネ&40 - テレビ東京 劇伴・音楽
  - 「めざせ!1番!!」「熱血!!勇者ラムネス」「シアワセになるでんna」
- NG騎士ラムネ&40 DX ワクワク時空 炎の大捜査戦 - 音楽、エンディング
  - 「ララバイ☆あ・げ・た・い」「L!O!V!E!!OutSider」「ちょっとせつないパジャマパーティー」「アドレナリンは最高潮」
- ハイスクールミステリー学園七不思議 - フジテレビ 劇伴・音楽
- 江口寿史の寿五郎ショウ - 主題歌「平成天下泰平節」
- GS美神 - 朝日放送 キャラクターソング
  - 「呪いのクイーン」「悲しいギャップはDESTINY」

### ドラマCD
自身による歌唱のものを含む。
- あのこに1000%[3]- 作曲・編曲
  - 「YOU WILL HAVE A FRIEND」「おやすみ…」
- あのこに1000% FINAL -「新しいページ」作曲・歌唱
- ぷりんせすARMY[4]- 音楽（長内悟と共同）
  - 「エンドラインは必要（いら）ない」「天使の背中」「どどどどどーして?」「春に生まれたきみへ」